# Richtlinie 2000/60/EG (Wasserrahmenrichtlinie)
Die Richtlinie 2000/60/EG des Europäischen Parlamentes und des Rates vom 23. Oktober 2000 zur Schaffung eines Ordnungsrahmens für Maßnahmen der Gemeinschaft im Bereich der Wasserpolitik oder inoffiziell Europäische Wasserrahmenrichtlinie (EU-WRRL) ist eine europäische Richtlinie, welche den rechtlichen Rahmen für die Wasser-Politik der Europäischen Union (EU) vereinheitlichen soll und bezweckt, deren entsprechende Politik stärker auf eine nachhaltige und umweltverträgliche Wassernutzung auszurichten.

## Kontext
Innerhalb der Europäischen Union sind die natürlichen Gegebenheiten sehr unterschiedlich. Die wasserwirtschaftlichen Probleme variieren innerhalb Europas stark. Deswegen beschränkt die Richtlinie sich darauf, Qualitätsziele aufzustellen und Methoden anzugeben, wie diese zu erreichen und gute Wasserqualitäten zu erhalten sind.
Die Richtlinie zeichnet sich dabei durch vier Elemente aus, die gegenüber der bisherigen deutschen Wasserpolitik Veränderungen und teilweise Verbesserungen bedeuten und daher Anpassungsbedarf ausgelöst haben.

## Ziele
„Alle Mitgliedstaaten der EU sind verpflichtet, bis 2015 und in Ausnahmefällen bis 2027 alle Gewässer in einen „guten ökologischen“ und „guten chemischen Zustand“ zu bringen. Für Grundwasser ist ein „guter mengenmäßiger“ und „guter chemischer Zustand“ zu erreichen.“ Mit Stand 2018 erfüllt noch keines der 16 deutschen Bundesländer die Anforderungen der Wasserrahmenrichtlinie. Besonders die Nitrate aus der Massentierhaltung und die Quecksilberbelastung aus der Kohleverstromung machen den Behörden zu schaffen.
Ziele der EU-WRRL sind:
- Beim Grundwasser die Gewährleistung eines „guten qualitativen und mengenmäßigen Zustands“.

### Verbesserungsgebot
- Die Herstellung des „guten Zustands“ bzw. des „guten Potenzials“ bei Oberflächengewässern.

### Verschlechterungsverbot
- Der Zustand der Wasserkörper darf nicht verschlechtert werden.

### „Guter Zustand“
„Gewässer sind dann in einem guten Zustand, wenn ihre Lebensgemeinschaften, ihre Struktur, bei Oberflächengewässern die chemischen Inhaltsstoffe bzw. beim Grundwasser die chemischen Inhaltsstoffe und deren Menge vom Menschen nur gering beeinflusst sind.“

#### Grundwasser
Beim Grundwasser soll ein „guter chemischer und mengenmäßiger Zustand“ erreicht werden: Anhand geologischer Daten wird die Menge des Grundwassers bestimmt. Die jeweilige Wasserentnahme darf laut Gesetz lediglich einen Teil des jährlich neu gebildeten Grundwassers betragen. „Ein „guter mengenmäßiger Zustand“ besteht dann, wenn die mittlere jährliche Wasserentnahme die verfügbaren Ressourcen langfristig nicht übersteigt.“
Bei der Analyse der „chemischen Qualität des Grundwassers“ werden charakteristische „Leitparameter“ wie der Gehalt an Nährstoffen und weitere Kennzahlen wie etwaige Konzentrationen von Schwermetallen oder Pflanzenschutzmitteln gemessen. Ein „guter chemischer Zustand“ ist gegeben, „wenn die Konzentration von bestimmten Schadstoffen den geltenden Qualitätsnormen entspricht und die anthropogene stoffliche Belastung nicht zu einer signifikanten Schädigung von Oberflächengewässern oder Feuchtgebieten führt.“

#### Oberflächengewässer
Der gute Zustand von Oberflächengewässern besteht aus einem zumindest guten ökologischen und guten chemischen Zustand. „Ökologischer Zustand“ meint die Gewässerqualität in Bezug auf die Struktur und Funktionsfähigkeit aquatischer Ökosysteme. Bewertet wird der ökologische Zustand unter Prüfung
- der Zusammensetzung und Qualität der Lebensgemeinschaft im Wasser,
- der national relevanten chemischen Schadstoffe sowie ergänzend
- der physikalisch-chemischen Komponenten wie Nährstoffverfügbarkeit, Sauerstoffhaushalt, Temperatur, Salzgehalt und

hydromorphologische Eigenschaften wie Wasservolumen, Strömung, Tiefe und Beschaffenheit des Gewässerbetts. Aufgrund der unterschiedlichen Eigenschaften der Gewässer leben dort jeweils verschiedene Kleintiere, Algen, Wasserpflanzen und Fische. Die Zusammensetzung der Lebensgemeinschaft dieser biologischen Qualitätselemente spiegelt die Qualität der Gewässer wider.

##### Bewertung
Die Bewertung des Zustands der Oberflächengewässer erfolgt in fünf Stufen:
1. „sehr gut“
2. „gut“
3. „mäßig“
4. „unbefriedigend“
5. „schlecht“

„Dabei ist die Gewässerökologie typspezifisch und maßgeblich geprägt durch das Zusammenspiel der biologischen, chemischen und hydromorphologischen Komponenten. Diese Komponenten sind gemäß der Wasserrahmenrichtlinie auch zur Beurteilung des ökologischen Zustands heranzuziehen. Die Bewertung erfolgt auf Basis der Abweichung des Gewässers vom natürlichen, von Menschenhand weitgehend unberührten Zustand (Referenzzustand)“.
Die Einstufung als „sehr gut“ erfolgt dann, wenn biologische, chemische und morphologische Bedingungen keine oder nur sehr geringe Störungen durch den Menschen zeigen und der Zustand der Oberflächengewässer als „naturnah“ bewertet wird. Die Einstufung erfolgt abhängig vom Grad der Abweichung vom „Referenzzustand“: ein „guter Zustand“ weicht leicht von diesem ab, ein „mäßiger“ mehr usw.
Zur Definition des chemischen Zustands hat die EU Umweltqualitätsnormen für 33 „prioritäre“ und acht zuvor geregelte Stoffe festgelegt. Diese werden im gesamten EU-Raum als „bedenklich“ eingestuft.
Die Einhaltung der Vorgaben wird im Wasser selbst sowie in den Gewässer-Ablagerungen bzw. -Sedimenten oder der Gewässer-Flora und -Fauna gemessen. Ein „guter chemischer Zustand“ ist gegeben, wenn kein Schadstoff in einer höheren Konzentration vorkommt, als in den Umweltqualitätsnormen erlaubt ist.
Zur Gewährleistung der europaweiten Vergleichbarkeit der angewandten biologischen Bewertungssysteme wurde das Bewertungsverfahren zwischen den Mitgliedsstaaten im Rahmen einer „Interkalibrierung“ abgeglichen.

#### „Künstliche“ Gewässer
Neben natürlich entstandenen Gewässern bestehen auch „künstliche“ bzw. von Menschen „erheblich veränderte“ Gewässer wie Kanäle bzw. Flüsse und Bäche, deren natürliche Struktur sehr stark verändert wurde und die auch heute noch intensiv genutzt werden z. B. für Landentwässerung, Schifffahrt oder Trinkwassergewinnung. Sie haben einen Sonderstatus, weil durch die starken Eingriffe und Veränderungen keine Rückführung in einen „guten“ Zustand möglich ist, ohne dass dabei die menschlichen Aktivitäten und Nutzungen unverhältnismäßig stark eingeschränkt werden müssten. Hier gilt es, das „gute ökologische Potenzial“ zu erreichen.
Die EU berücksichtigt hier, dass nicht auf jegliche Gewässernutzung verzichtet werden kann und die natürlicherweise in diesem Zusammenhang vorkommenden Lebensräume nur teilweise wiederhergestellt werden können.

### Räumliche Ausrichtung an Flussgebietseinheiten
Die EU-Staaten haben „einheitliche und bedeutende Abschnitte“ eines Gewässers festzulegen. Solche Wasserkörper sind beispielsweise Teilabschnitte eines Flusses, ein See oder ein abgegrenztes Grundwasservolumen innerhalb eines oder mehrerer Grundwasserleiter (oder Aquifere). Der Einteilung liegt die Typisierung und der Gewässerzustand zugrunde. Die Definition von Wasserkörpern soll darüber hinaus eine zielgerichtete Bewirtschaftung der Gewässer unterstützen.
Die räumliche Ausrichtung der EU-WRRL an Flussgebietseinheiten geht darauf zurück, dass Schadstoffbelastungen der Oberflächengewässer die Verwaltungsgrenzen überschreiten, also eine wirksame Gewässerbewirtschaftung ebenfalls übergreifend sein muss. Die Orientierung der Wasserpolitik bzw. der Verwaltungen an diesen Flussgebietseinheiten wurde zunächst in Großbritannien und Frankreich praktiziert und gab den Impuls für die europäische Regelung. Da die Einzugsgebiete vieler der großen europäischen Flüsse wie Maas, Rhein, Elbe, Oder oder Donau über Staatsgrenzen hinausgehen, lag eine europäische Regelung nahe. Ähnliches gilt für die Grundwasserverhältnisse, die ebenfalls von politischen Grenzen unabhängig sind.
Die Flussgebietseinheiten bestehen vor allem aus natürlichen, durch Wasserscheiden begrenzte Einzugsgebiete mit den entsprechenden Aquifern, welche sich wiederum in Teileinzugsgebiete aufteilen.
Die Leitidee der EU-Wasserrahmenrichtlinie ist die Verwaltung der Gewässer und der damit verbundenen Naturressourcen (Boden, Land-, Forstwirtschaft, Landnutzung, Naturschutz, Stadt- und Raumplanung, Siedlungswesen und anderes) nach diesen natürlichen Einheiten, weil dies die effizienteste Methode ist (siehe „Management von Wassereinzugsgebieten“).

#### Situation in der Bundesrepublik Deutschland
Das Prinzip der Verwaltung nach Flusseinzugsbereichen nach dem Artikel 3 der Wasserrahmenrichtlinie wird aktuell in der Bundesrepublik Deutschland nicht vollständig angewendet, da man die Verwaltung sämtlicher Naturressourcen den Bundesländern aufgetragen hat. Da die Grenzen der Bundesländer fast nirgendwo längs natürlicher Wasserscheiden verlaufen und überall sowohl Bäche und Flüsse überqueren, hat man ein zerschnittenes Stückwerk statt Flussgebietseinheiten. Innerhalb dieser finden aber die vielen Wechselwirkungen zwischen den Naturressourcen und dem menschlichen Handeln statt, ebenso wie die Ein- und Auswirkungen von sozialen und ökonomischen Prozessen, deshalb ist eine multidisziplinäre Herangehensweise innerhalb dieser natürlichen Einheiten unentbehrlich, welche auch zunehmend nicht nur in Europa, sondern weltweit angewendet wird.
Das bedeutet für die Bundesrepublik eine Neuorientierung nicht nur im gesamteuropäischen Rahmen, sondern auch innerhalb Deutschlands, vor allem um die Herausforderungen und möglichen Folgen des Klimawandels abfangen und mildern zu können.

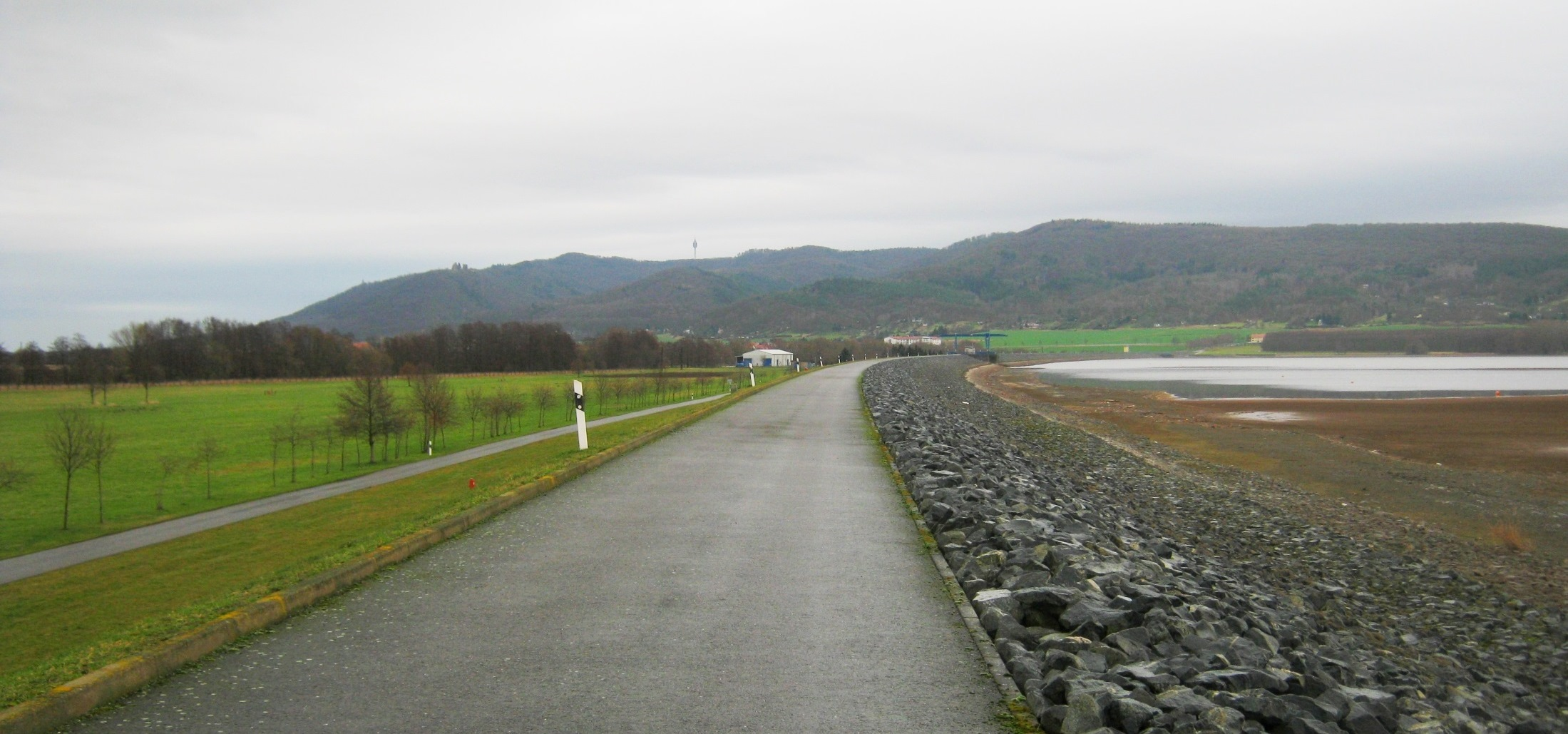
Die Staumauer des Helmestausee bei Kelbra im Winterstau (halbvoll). Das Einzugsgebiet der Helme ist auf drei Bundesländer aufgeteilt. Man sieht die erhöhte Schlickansammlung auf der rechten Seite des Damms, gegenüber der über 2 m tieferen linken Seite. Hier fehlt ein vernünftiges Management des gesamten Einzugsgebietes der Helme als eine Einheit unabhängig von der „Bundesländerzugehörigkeit“ und die engere Zusammenarbeit der Wasserwirtschaft mit der Forst- und Landwirtschaft innerhalb dieser Einheit als Ganzer. Eine Lösung wäre die Schaffung einer unabhängigen „Helme-Kommission“, welche diese Aufgaben übernehmen würde. Diese würde dann einer größeren „Unstrut-“ und diese wiederum größeren „Saale-Kommission“ unterstehen.

#### Lösungsansätze
Um diese Aufgabe zu bewältigen, wären Flussgebietseinheits-Kommissionen, die die Grenzen der Bundesländer übergreifen, unterteilt in Teileinzugsgebiets-Kommissionen, eine mögliche Lösung. Diese Kommissionen würden die Verwaltung der Naturressourcen übernehmen, wie von der Europäischen Wasserrahmenrichtlinie (Artikel 3) empfohlen.
Eine Aufteilung in Flussgebietseinheiten würde zum Beispiel bedeuten, dass in Thüringen die Verantwortung über alle Naturressourcen über das gesamte obere Saale-Einzugsgebiet ab dem Zusammenfluss mit der Wethau bei Naumburg bis zur Wasserscheide im Fichtelgebirge, einschließlich dem Unstrut-Einzugsgebiet übernehmen würde, zusammen mit in Niedersachsen liegenden, zur Unstrut gehörenden Zuflüssen wie Zorge, Wieda und Steina-Ichte. Der thüringische Anteil des Leine-Einzugsgebietes würde dagegen von Niedersachsen aus bewirtschaftet und verwaltet. Der thüringische Anteil des Main-Einzugsgebietes (Streu, Milz, Rodach, Itz, Steinach usw.), welche zur Flussgebietsgemeinschaft des Rheins gehören, würde mit dem bayerischen Maingebiet von Bayern aus bewirtschaftet und verwaltet. Dagegen kommt das bayrische obere Saaleeinzugsgebiet um Hof, Selbitz und Rehau in die Verantwortung Thüringens. Der thüringische Teil der Weißen Elster wäre mit dem sächsischen zu verwalten, da dieser wichtig für die Stadt Leipzig ist und der größte Teil des Einzugsgebiets in Sachsen liegt. Das Einzugsgebiet der Werra, das größtenteils in Thüringen liegt und wichtige Städte dieses Bundeslandes, wie Meiningen, Gotha und Eisenach, betrifft, würde von Thüringen aus verwaltet, Dieser Teil würde denn aber der Flussgebietsgemeinschaft Weser unterstellt, während die zur Elbe gehörenden Saale-Unstrut-Flussgebietseinheit der Flussgebietsgemeinschaft Elbe unterstellt wäre.

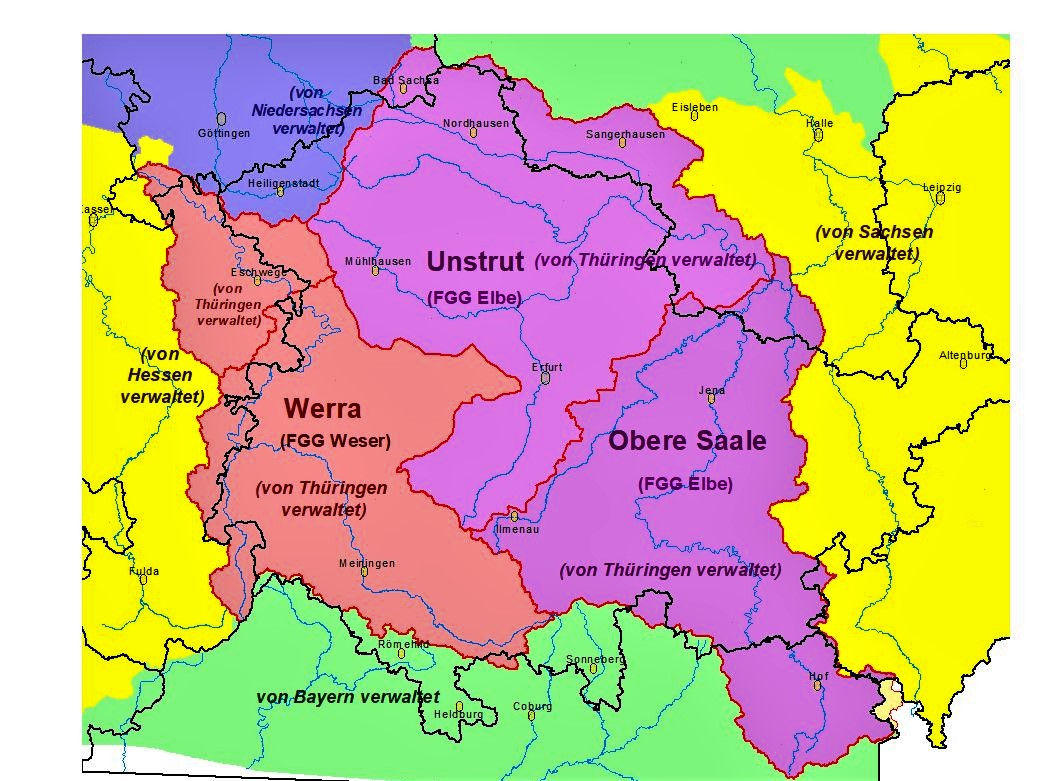
Beispiel Thüringen: Vorschlag zum territorialen Austausch von Bundesländern im Bereich Naturressourcen-Management, um künstliche Zerschneidungen von Flusseinzugsgebieten zu vermeiden.

Dies würde das Ziel verfolgen, die Einzugsgebiete als Einheiten wieder sichtbar zu machen und ihre Verwaltung effizienter zu gestalten, indem die Verwaltungsgrenzen über die Naturressourcen wieder mit den natürlichen Wasserscheiden übereinstimmen.
Für einen effizienten Gewässerschutz benötigen die verschiedenen anderen in Zusammenhang stehenden Naturressourcen (Wasser-, Forst- und Landwirtschaft, Böden, Siedlungswesen, Infrastruktur, Raumplanung, Klima) ebenfalls verwaltungstechnische Verbindungen und multidisziplinäre Expertengruppen.
Länderübergreifende Verwaltungskommissionen, die verschiedene Studien und Maßnahmen planen, entwerfen und durchführen, unter Beaufsichtigung und Kontrolle durch größere zusammengefasste Flussgebietseinheiten des Bundes und der Europäischen Union, sind in der föderalen deutschen Struktur eine Möglichkeit, den Forderungen der Richtlinie gerecht zu werden, will man die Verwaltung und Bewirtschaftung der Gewässer nicht dem Bund allein mit nach Teileinzugsgebieten geordneten Flusseinzugsgebietsgemeinschaften überlassen.
Die Anforderungen eines integrierten Einzugsgebietsmanagements als entscheidender Teil der Regionalentwicklung nicht nur Deutschlands, sondern der Europäischen Union insgesamt, sollten Priorität haben, an welche sich die derzeitige föderale Struktur der Bundesrepublik unbedingt anpassen sollte, um in effizienter Form den Erfordernissen der Umwelt gerecht werden zu können.

##### Petitionen an den Bundestag
Es wurde im November 2021 eine Petition an den Bundestag (Pet 2-20-18-274-000249) zur Anpassung des Grundgesetzes an die EU-WRRL 2000/60/EG eingereicht, damit das Flusseinzugsgebiets-Management vollständig und in allen Maßstäben umgesetzt werden kann.

##### Flussgebietsgemeinschaften
Nach der Veröffentlichung der EU-WRRL 2000/60/EG wurden nach und nach die Flussgebietsgemeinschaften in Deutschland gegründet: Im Jahre 2002 die Flussgebietsgemeinschaft Ems; 2003 ging aus der Arbeitsgemeinschaft zur Reinhaltung der Weser die FGG Weser hervor; 2004 wurde dann die Flussgebietsgemeinschaft (FGG) Elbe für den deutschen Teil des Elbe-Einzugsgebietes gegründet, im Jahre 2012 für den deutschen Teil des Rheins die FGG Rhein und im Jahre 2014 dann auch für den deutschen Teil des Donau-Einzugsgebiets die FGG Donau. Die Länder bearbeiten aber weiterhin in unabhängiger Form ihre Teilstücke, tragen dann aber die Daten in regelmäßigen Zeitabschnitten nach den oben genannten Haupt-Flusseinzugsgebieten geordnet in den entsprechenden Flussgebietsgemeinschaften zusammen, welche die Daten dann entsprechend analysieren.
Nachteil: Es handelt sich immer noch um eine unvollständige Umsetzung: Weiterhin fehlt die kleinteilige Arbeit ebenso wie die vollständige Analyse, Bewirtschaftung und die Verwaltung nach Flusseinzugsgebieten in allen Maßstäben, also auch kleinerer Teileinzugsgebiete unterer Ordnung, da fast alle Tätigkeiten weiterhin an den Bundesländergrenzen enden. Außerdem fehlen entsprechende Organisationen für die vielen kleineren Teileinzugsgebiete, besonders jene, welche Bundesländergrenzen überschreiten. Es fehlt auch eine generelle Sensibilisierung der Gesamtbevölkerung über Einzugsgebiete in fast allen Regionen Deutschlands.

##### Deutsche Anpassungsstrategie (DAS) an den Klimawandel
Seit 2008 wird im Bundesministerium für Umwelt, Naturschutz, Nukleare Sicherheit und Verbraucherschutz an einer multidisziplinär angelegten Deutschen Anpassungsstrategie (DAS) an den Klimawandel gearbeitet, welche dank notwendigen Anforderungen multidisziplinär ausgerichtet ist und an welcher auch andere Ministerien beteiligt sind. Multidisziplinäres Flusseinzugsgebiets-Management sollte ein wichtiger Teil dieser werden.

## Integrierter Ansatz
Die chemische, biologische und ökologische Qualität von Gewässern unterliegt einer Vielzahl unterschiedlicher Einflüsse. Um diese zu bewerten und dementsprechend zu handeln, bedarf es zunächst einer breiten Datengrundlage, für deren Bereitstellung bzw. Fortschreibung die Richtlinie einheitliche und daher vergleichbare Kriterien vorschreibt. Hinsichtlich der Regulierung schreibt Art. 10 der Richtlinie ausdrücklich vor, dass die Belastungen aus „Punktquellen“ (vor allem industrielle Einleitungen und solche aus Kläranlagen) und „diffusen“ Quellen (vor allem landwirtschaftliche Einträge) zusammen betrachtet werden, was eine Änderung gegenüber dem bis dato geltenden deutschen Recht war.

## Kostendeckungsprinzip
Die WRRL schreibt vor, dass bis zum Jahr 2010 die Wasserversorgung „kostendeckend“ gestaltet werden muss: Bisher wird die Wasserversorgung außerhalb der Bundesrepublik Deutschland z. T., in vielen Orten durch Subventionen künstlich verbilligt, vor allem, soweit sie kommunal organisiert ist. Außerdem wird aus wirtschaftspolitischen Gründen an manche Branchen mit hohem betrieblichen Wasserbedarf Wasser verbilligt abgegeben. Die Folge werden voraussichtlich Erhöhungen der Wasserpreise sein, deren Durchsetzung deswegen schwierig sein dürfte, weil die Wasserpreise – über die Abwassergebühren – in den letzten Jahren wegen der Notwendigkeit der Nachrüstung von Kläranlagen bereits überdurchschnittlich angestiegen waren.

## Technischer Standard der Abwasserreinigung
Nach der Wasserrahmenrichtlinie muss die Abwasserbehandlung den besten verfügbaren Technologien entsprechen. Dieser Begriff entstammt dem britischen Recht und wird deswegen oft BAT (für best available technique) abgekürzt. Damit ist der jeweilige Entwicklungsstand fortschrittlicher Verfahren gemeint, wobei jedoch ausdrücklich die Kosten-Nutzen-Relation berücksichtigt wird.
Bis 2002 bildeten in Deutschland die allgemein anerkannten Regeln der Technik die gesetzliche Anforderung an den technischen Standard der Abwasserreinigung (§ 7a des Wasserhaushaltsgesetzes). Zur Anpassung an die höheren Anforderungen der Wasserrahmenrichtlinie wurden 2002 die allgemein anerkannten Regeln der Technik durch den Stand der Technik ersetzt (siehe § 7a WHG a.F.). In der seit dem 1. März 2010 geltenden Fassung des WHG regeln dies § 3 Nr. 11 und § 57 entsprechend.

## Umsetzung in nationales Recht

### Deutschland
Das deutsche Wasserhaushaltsgesetz (WHG) – ursprünglich ein Rahmengesetz des Bundes – wurde 2002 an die Vorgaben der Richtlinie angepasst. Auch das Wasserrecht der Länder wurde in der Folge angepasst.
Das in der konkurrierenden Gesetzgebung entstandene Wasserhaushaltsgesetz vom 31. Juli 2009, das am 1. März 2010 in Kraft getreten ist, erfüllt die Anforderungen.

#### Wasserstraßen
Bundeswasserstraßen werden vom Bund betrieben, unterhalten und ausgebaut. Für die Wasserwirtschaft und die Durchführung der Rahmenrichtlinie sind die Bundesländer zuständig. Da die ökologischere Umgestaltung der Gewässer hohe Kosten verursachen kann, stellt sich die Frage, wer diese bezahlen muss (Beispiel: Um die ökologische Durchgängigkeit eines Gewässers als Gütekriterium zu erreichen, kann es notwendig sein eine Fischaufstiegsanlage zu errichten, z. B. das Weserwehr an der Weser bei Bremen, oder die Staustufe der Elbe bei Geesthacht). Wie bei jeder Bund-Länder-Mischfinanzierung (siehe Föderalismusreform) besteht die Gefahr bzw. Versuchung („Moral Hazard“), dass beide Akteure nichts bzw. zu wenig tun in der Hoffnung, der jeweils andere werde „es schon richten“.

### Österreich
In Österreich erfolgt die Umsetzung durch den Nationalen Gewässerbewirtschaftungsplan.

## Partizipation
In Artikel 14 schreibt die WRRL die Information und Anhörung der Öffentlichkeit vor. Die aktive Beteiligung interessierter Stellen („Stakeholder“) ist zu fördern.